# Điện ảnh châu Đại Dương
Điện ảnh châu Đại Dương (tiếng Anh: Cinema of Oceania) là tên gọi ngành công nghiệp Điện ảnh của các quốc gia thuộc khu vực Nam Thái Bình Dương.